# جرج کوتسوناروس
جرج کوتسوناروس (انگلیسی: George Kotsonaros) با نام اصلی گئورگیوش کوتسوناروش (یونانی: Γεώργιος Κωτσονάρος؛ ۱۶ اکتبر ۱۸۹۲ – ۱۳ ژوئیهٔ ۱۹۳۳) کشتی‌گیر حرفه‌ای و بازیگر یونانی‌الاصل اهل ایالات متحده آمریکا بود.
از فیلم‌هایی که وی در آن‌ها نقش داشته‌است، می‌توان به زندگی خصوصی هلن تروی و از پنجره پریدیم پائین اشاره نمود.